# Joal-Fadiouth
Joal-Fadiouth és una localitat del Senegal situada a l'extrem de la Petite-Côte, al sud-est de Dakar. En realitat són dues localitats: Joal –la més gran–, al litoral, i Fadiouth –la més visitada–, una illa artificial formada per petxines i unida a Joal per un llarg pont de fusta.

## Història
Els orígens de la localitat són controvertits. L'arribada de sereres en aquesta zona podria explicar-se pels avanços dels almoràvits, als quals se'ls va forçar al segle xi a deixar la vall del riu Senegal per venir a ocupar la Petite-Côte (petita costa) i la regió de Siné.
Joal i Fadiouth podrien també haver estat fundats per guelwars quan van ser expulsats pel regne de Gabou. Ambdues versions troben fàcilment la seva justificació si es consideren els noms patronímics més estesos avui.
El període colonial va veure passar pel lloc a portuguesos, holandesos, francesos i anglesos, i Joal fou una de les factories comercials més grans de l'oest de Senegal. El desenvolupament del comerç triangular afavoria també la penetració cristiana i des de 1636 els missioners es van instal·lar a la costa. Però l'evangelització va trobar una forta resistència i fins al segle xix no comença a cobrar importància el cristianisme, particularment gràcies als francesos. El 1850, una missió fou erigida al poble i el primer sacerdot fou ordenat el 1885.
També és d'assenyalar en aquesta època el pas per Joal d'al-Hadjdj Umar Tall, com ho testifica la mesquita construïda en el seu honor.
Un patrimoni arquitectònic important recorda aquest grandiós passat, però la immensa majoria dels edificis - fins i tot el palau del governador - amenacen ruïna.

## Geografia

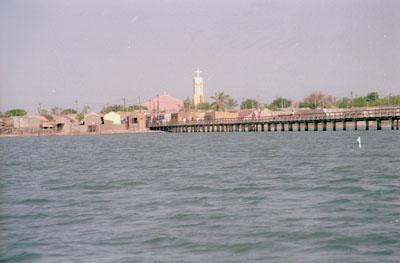
Un llarg pont de fusta permet accedir a l'illa de Fadiouth.

El municipi s'estén al llarg de la costa, sobre una longitud de 10 km, entre Ngazobil i Palmarin.
A més d'aquests dos pobles, les localitats més properes són Ndianda, Ndiarogne, Fadial, Diakhanor, Palmarin Nguedj, Ngalou Sessene i Ngalou Sam Sam.
El territori del municipi ocupa 5035 hectàrees: 5023 Joal i 12 Fadiouth.

### Física geològica
Joal-Fadiouth ocupa una posició intermèdia des del punt de vista del clima i des del punt de vista de la vegetació, entre el domini sahelià en el nord i la frondositat del Casamance al sud.
A causa de la seva posició en l'estuari, gran part de la superfície del municipi (3021 hectàrees) està regularment submergida sota la influència de les marees.
El clima és de tipus sahelià, amb 3 a 4 mesos de pluges de juliol a octubre i temperatures suaus de novembre a abril. La mitjana màxima no sobrepassa els 29°.

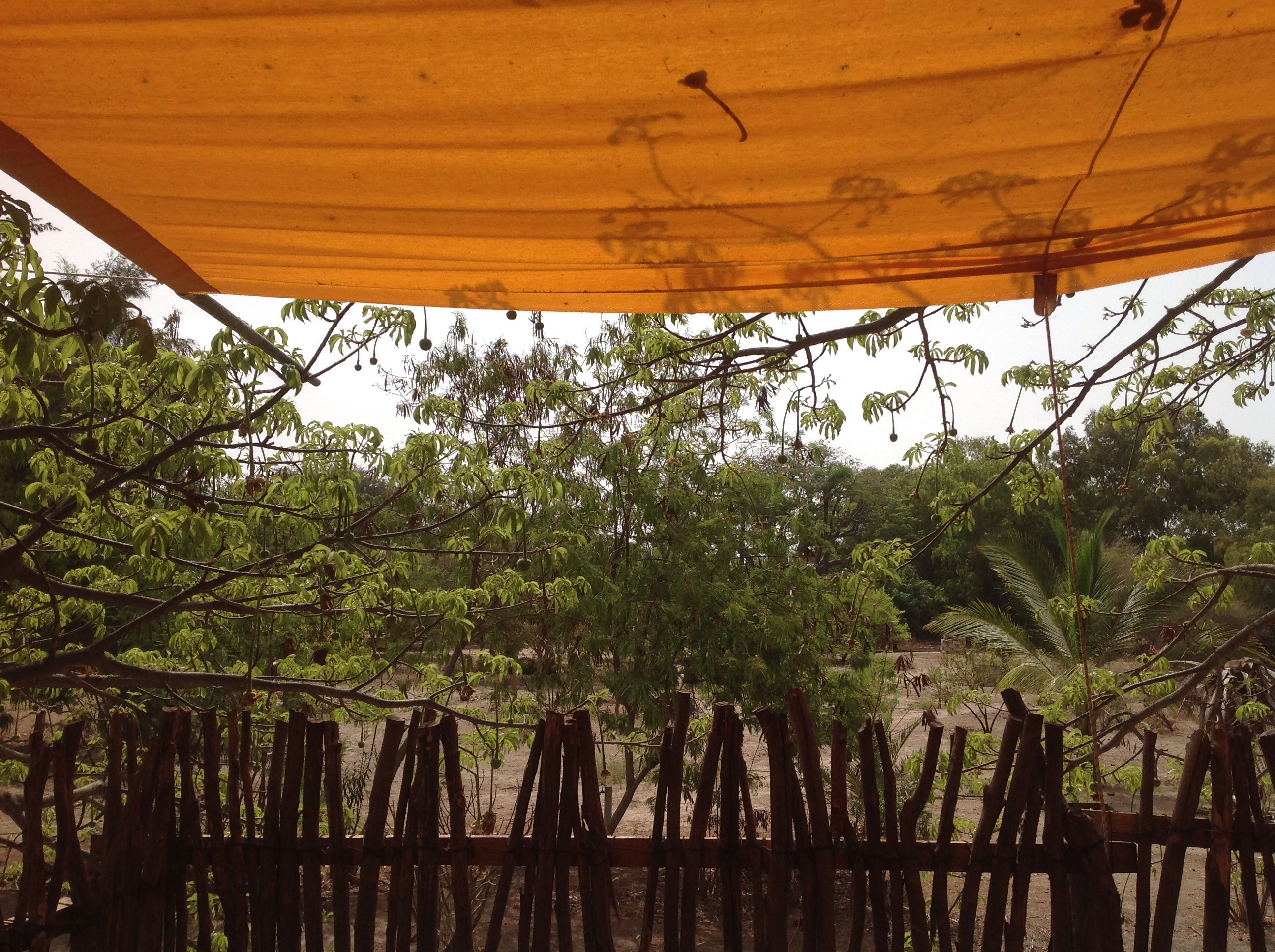
Paisatge natural en un campament de Palmarín

L'estuari és ocupat cada any pel manglar verd, està solcat per bolongs i esquitxat per petits illots de petxines, que serveixen de santuaris a Pangols (Fassanda Tinine, Kouta, tec.) i poblat de baobabs i acàcies.
Els palétuviers, la zona dels fangs i el litoral, estan poblats per aus marines (gavines, pelicans, flamencs roses); trobem allí a micos, algunes cigonyes i guineus.
La fauna marina és molt rica. En ser el mar poc profund, les petxines es desenvolupen allí molt bé, sobretot el pagnes Senilia senilis, els penyals (Múrices hoplites), les volutes (o "yeet" en wolof) (Cymbium spp.), els musclos i les ostres.
Les arrels del manglar constitueixen un veritable viver i els bolongs uns vivers de peixos naturals per a molts peixos, cefalòpodes i crustacis.

### Població

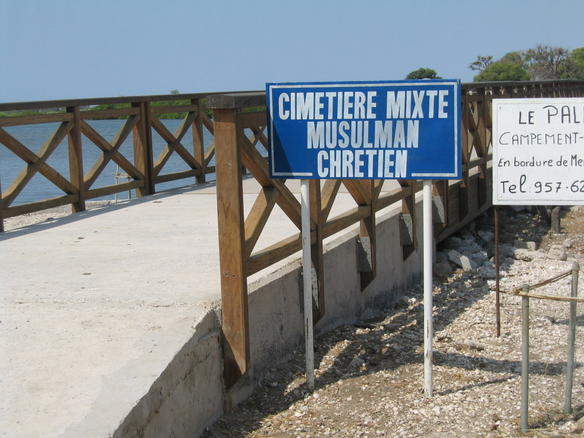
El cementiri mixt de Fadiouth.

En el cens de població de 2002, ascendia a 32.991 habitants.
En 2007, segons les estimacions oficials, Joal-Fadiouth comptarà amb 39.078 persones, les quals estarien més de tres quartes parts a Joal.
La població principalment és d'origen serere.
En un país majoritàriament musulmà, és important apreciar que a l'illa de Fadiouth el 90% dels habitants són cristians.

### Economia
Les principals activitats desenvolupades a la comunitat són la pesca i el turisme:
- Amb 10 km de litoral, Joal compta amb un moll artesanal i dos fumeries (zones de transformació del peix) que ocupen a gran part de la població. D'una banda els homes surten a pescar en les piragües mentre les dones s'ocupen en la transformació del peix. Encara que a causa de l'esgotament dels bancs de pesca, explotats per altres països (entre ells Espanya), l'atur en l'activitat pesquera està augmentant tant en homes com en dones i és un dels factors que afavoreixen la immigració en tot Senegal.

- Una altra de les fonts econòmiques de Joal és el turisme, del que el seu objectiu principal és l'illa de Fadiouth, assentada sobre aportacions de petxines en l'estuari del manglar del riu Saloum. S'accedeix travessant un llarg pont de fusta, i està comunicada amb una altra petita illa, on s'assenta el cementiri compartit per musulmans i cristians.

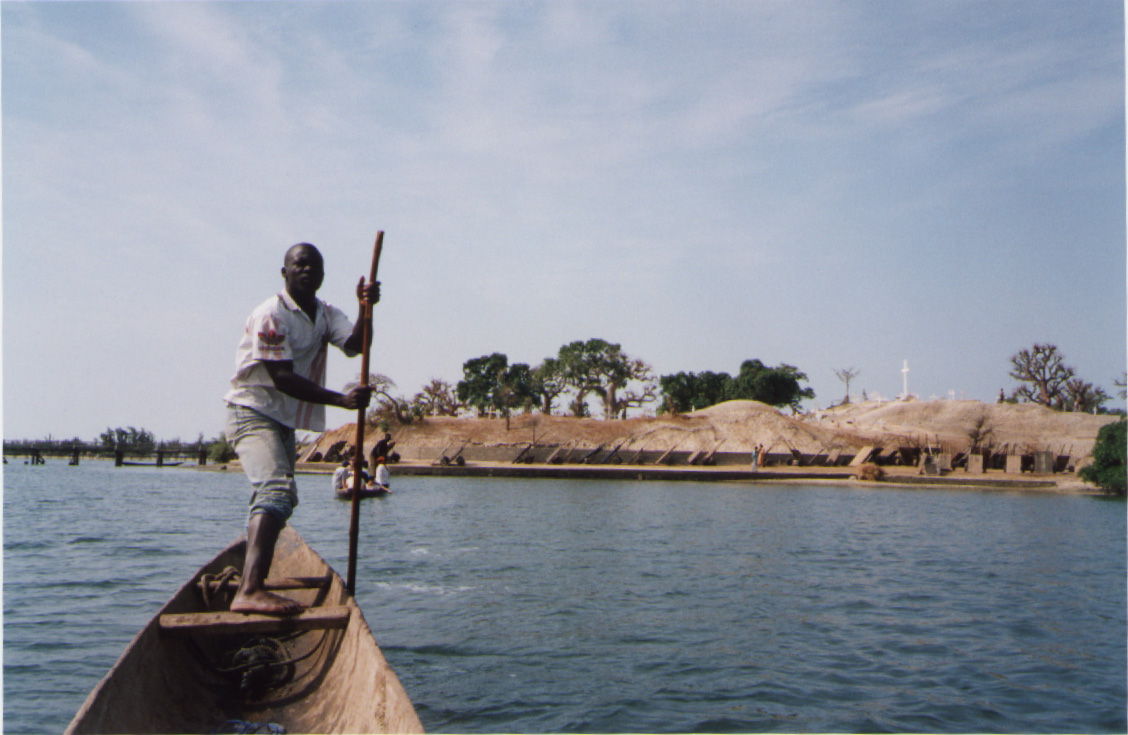
Piragüer. Al fons, construccions palafíticas.

## Personalitats lligades al municipi
- En Joal va néixer el poeta Léopold Sédar Senghor apòstol de la negritud i el primer president de la República de Senegal. De nen, va freqüentar la missió catòlica abans de ser enviat a Ngazobil. Es pot visitar la seva casa familiar que porta el nom de Mbind Diogoye ("casa del lleó" en serere).

- Yékini, el campió de lluita senegalesa, també va néixer en Joal.

- Aquí reposa el primer missioner francès mort a Senegal, vingut per ensenyar el cristianisme. Va ser enterrat al punt culminant del cementiri de Fadiouth, amb les tombes rodejades per tots costats de petxines, marcades per una creu blanca. Anotem que Fadiouth està habitat per una majoria de cristians, i té la particularitat de tenir un cementiri mixt cristià i musulmà. Hi ha també una mesquita a una punta de l'illa.
- L'any 2000, l'escriptor Kama Sywor Kamanda és nomenat ciutadà d'honor de la ciutat de Joal-Fadiouth.

## Agermanaments i col·laboracions
- Nogent-sud-Seine (França) des de 1987.
- Vénissieux (França).
- Granby (Quebec) des de 1979.
- Birkama (Gàmbia).
- Baker (Louisiana, Estats Units).
- Fuenlabrada (Madrid, Espanya).